# 達西鎮區
達西鎮為緬甸曼德勒省密鐵拉縣的鎮區。2014年人口202,680人，區域面積2,039.0平方公里。該鎮下分86個村里。達西為該鎮之首府。